# Admiral Grigorovič
Admiral Grigorovič je vůdčí loď stejnojmenné třídy / Projektu 11356 ruského námořnictva. Je součástí Černomořského loďstva a jeho domovským přístavem je Sevastopol. Nese jméno na počest Ivana Grigoroviče (1853–1930), posledního ministra námořnictva Ruského impéria od roku 1911 do začátku revoluce v roce 1917.

## Vývoj
Fregaty třídy Admiral Grigorovič byly navrženy společností Северное проектно-конструкторское бюро v Petrohradě a představují zlepšení proti třídě Talwar. Mají doplňovat těžší fregaty třídy Admiral Gorškov. 

## Výstavba a služba

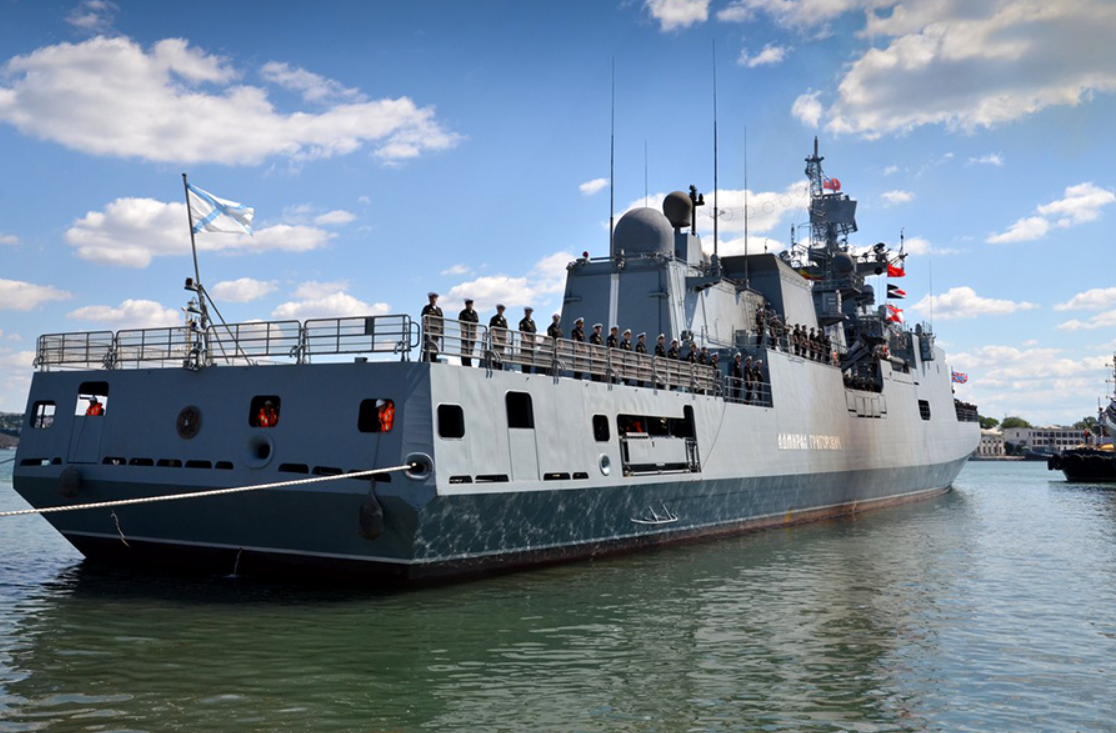
Admiral Grigorovič přijíždí do Sevastopolu 10. června 2016

Stavba Admirala Grigoroviče byla zahájena v Loděnici Jantar v Kaliningradu 18. prosince 2010. Loď byla spuštěna 14. března 2014 a uvedena do provozu 11. března 2016 jako součást Černomořského loďstva s domovským přístavem v Sevastopolu.
V listopadu 2016 byl Admiral Grigorovič vyslán do Středozemního moře a umístěn u syrského pobřeží v rámci ruské intervence v syrské občanské válce. V průběhu této vojenské kampaně se Admiral Grigorovič účastnil rozsáhlé operace, během níž řízenými střelami Kalibr zasáhl cíle u měst Idlib a Homs.
Dne 25. srpna 2018 Černomořské loďstvo oznámilo, že Admiral Grigorovič se sesterskou lodí Admiral Essen provádějí „plánovanou plavbu ze Sevastopolu do Středozemního moře“, aby se zde připojili ke stálé operační skupině ruského námořnictva.
Mezi lednem a březnem 2019 se loď nacházela v suchém doku v Sevastopolu kvůli plánované údržbě.
V květnu 2020 byli Admiral Grigorovič a remorkér Nikolaj Muru nasazeni v Indickém oceánu. Do Sevastopolu se loď vrátila 26. června 2020. Dne 24. prosince 2020 vstoupila do Středozemního moře  a 11. února 2021 dorazila na cvičení do pákistánského Karáčí spolu s hlídkovou lodí Dmitrij Rogačev a remorkérem SB-739. Cvičení probíhalo mezi 15. a 16. únorem 2021. Účastníci se soustředili na spolupráci při odrážení útoků malých rychlých cílů a prováděli společné manévry. Zabývali se také společnými opatřeními proti pirátství, pátracím akcím a dělostřelecké palbě. Dne 28. února zastavil Admiral Grigorovič v súdánském přístavu Port Sudan v Rudém moři. Návštěva se uskutečnila několik měsíce po uzavření rusko-súdánské dohody o zřízení ruské námořní základny v Port Sudan a šlo o první návštěvu ruské válečné lodi v Súdánu v moderní historii. V březnu 2021 sledoval Admiral Grigorovič skupinu amerických letadlových lodí jihozápadně od Kréty.
Začátkem roku 2022 byla fregata umístěna ve Středozemním moři jako součást ruských námořních sil během ruské invaze na Ukrajinu.
V dubnu 2023 bylo hlášeno, že fregata opustila Středozemní moře a přes Atlantik doplula do Baltského moře. V červnu se nacházela opět v Atlantiku. V říjnu 2023 byla dokončena její plánovaná oprava v Baltském moři.